# 73
Năm 73 là một năm trong lịch Julius. 